# Johannes Jaeger
Johannes Jaeger, född 16 november 1832 i Berlin, död 10 oktober 1908 i Berlin, var en tysk fotograf, verksam i Stockholm under 1800-talets senare hälft. Han var grundare av Atelier Jaeger.

## Liv och verk

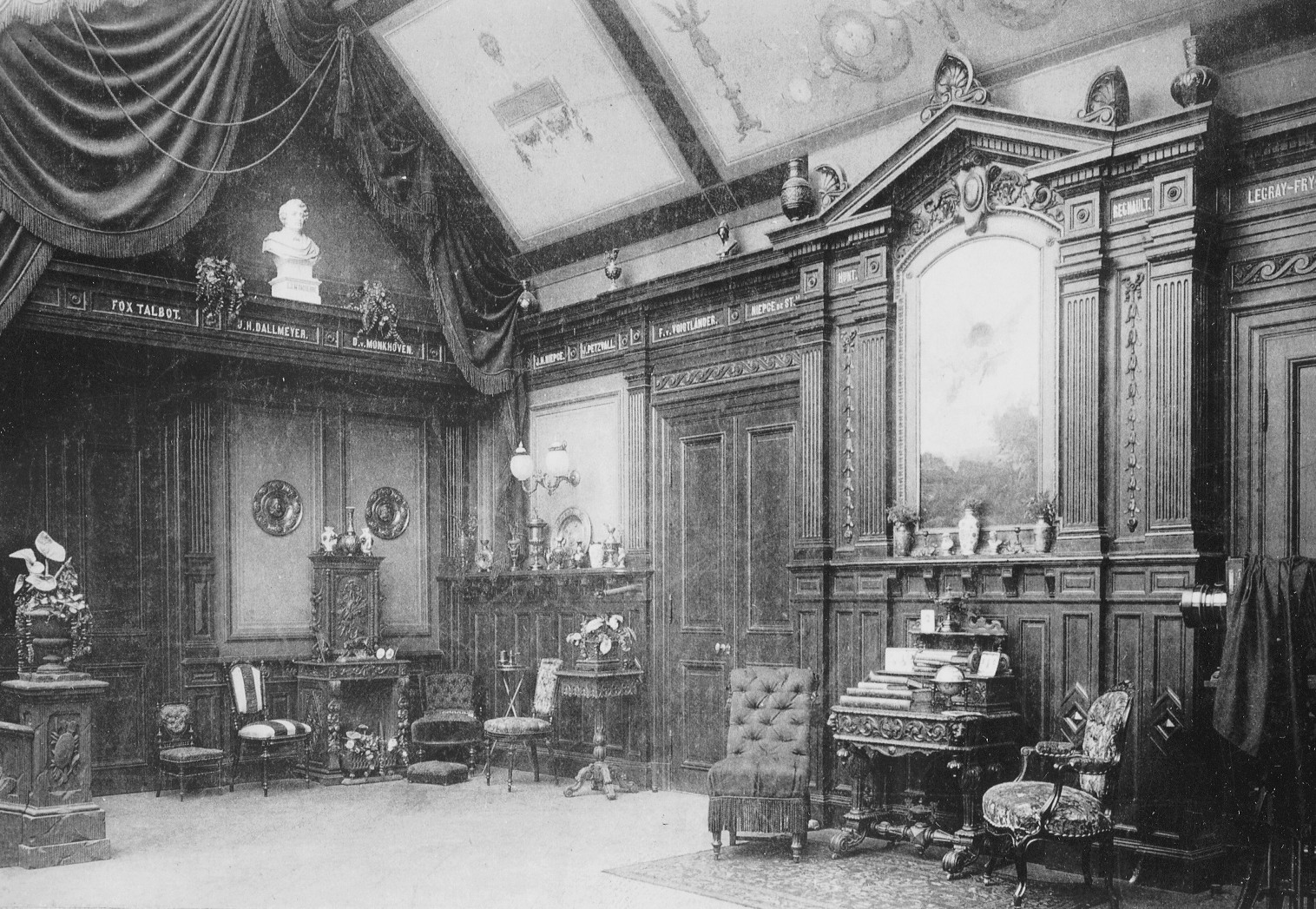
Jaegers porträttateljé, Fredsgatan 13.

Jaeger studerade åren 1848–1851 vid konstakademin i Berlin och började tidigt att pröva det nya mediet fotografi  med hjälp av daguerrotypin. Som bruklig för fotografer vid denna tid utförde han under sommaren långa turnéer i Berlins omgivning samt till Nordtyskland och Danmark. På vintrarna stannade han med ateljéarbeten i hemstaden Berlin. Vid 25 års ålder kom han första gången till Skåne och 1863 bestämde han sig för att stanna och arbeta i Sverige. Han etablerade sig i Stockholm och hade fotoateljé på Malmtorgsgatan och senare på Regeringsgatan samt i översta våningsplanet på Fredsgatan 13 (nuvarande 3) i Kumlienska huset.
Johannes Jaeger var en framgångsrik fotograf. Till hans kända arbeten hör “Hela Sverige i topografisk tolkning” och hans utsökta stadsvyer. Han blev panoramabildens främste skapare och arbetade även med stereo- och porträttfotografi. År 1865 blev han kunglig hovfotograf. Många bilder som visar Stockholms slotts interiör i slutet av 1800-talet härstammar från Jaeger. Ett annat område, där Jaeger var aktiv, var museifotografi, för Nationalmuseum i Stockholm, där han utförde ett stort antal konstreproduktioner. Jaegers bild från Stockholmsutställningens invigning tagen den 15 juni 1866 räknas till Sveriges första reportagefotografi.
Vid 57 års ålder och på höjden av sin karriär lämnade han överraskande Stockholm och Sverige och återvände till Tyskland. Anledningen är okänd, men han lämnade kvar familjen i Stockholm, vilket kan tyda på att han hade familjära problem. Han avfestades den 6 juni 1890 på Hasselbacken i kretsen av sina kollegor. Avskedstalet hölls av Jaegers värste konkurrent, Gösta Florman. Sina båda ateljéer sålde han för 60 000 kronor till sin medarbetare Valentin Wolfenstein som behöll kvar det inarbetade firmanamnet Atelier Jaeger.  I Tyskland försökte Jaeger en ny karriär men misslyckades. En ny, ung generation fotografer stod honom emot. Han lär ha dött i armod i Berlin vid 75 års ålder. Jaeger är representerad vid bland annat Moderna museet i Stockholm.

## Fotografier i urval

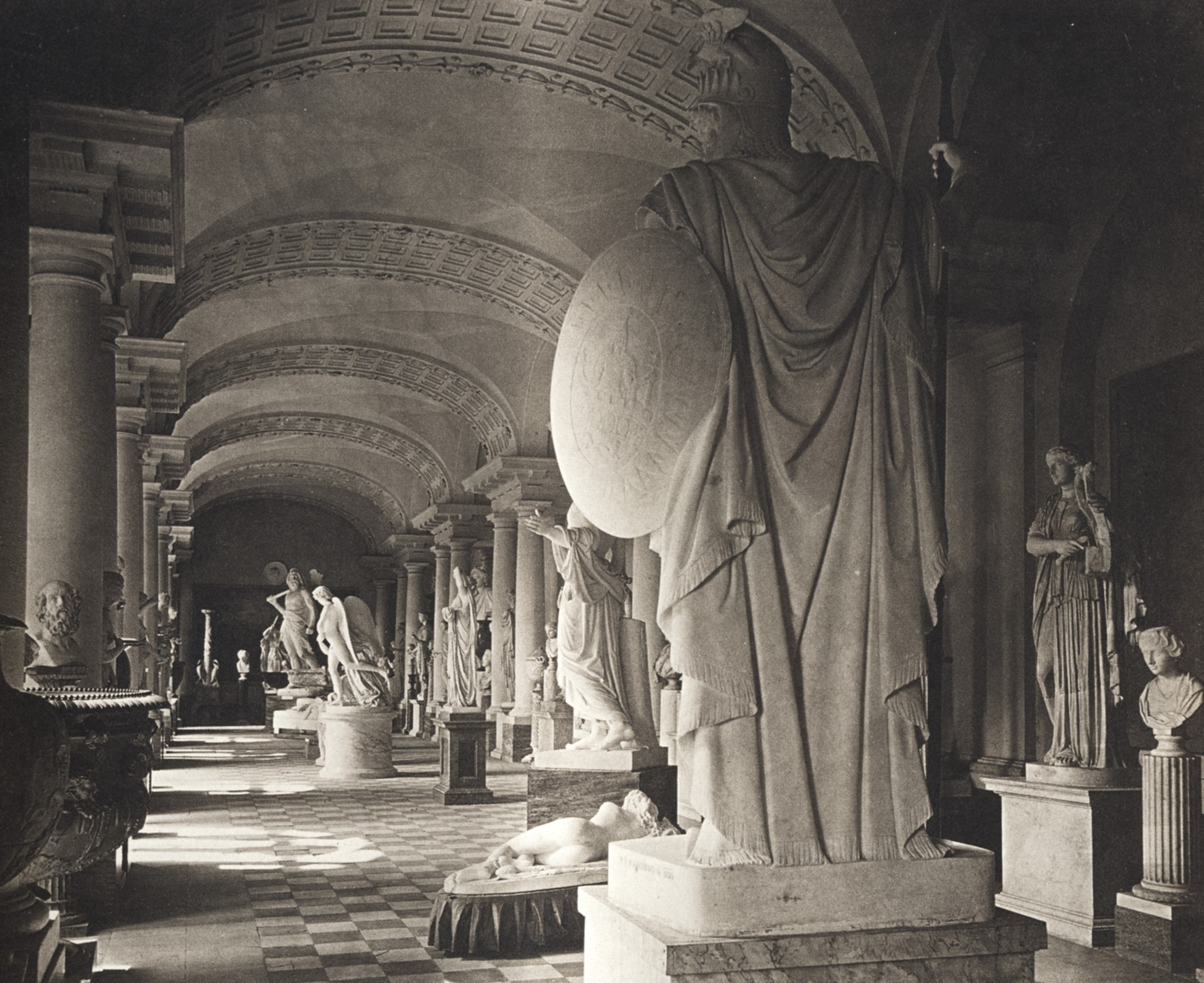
Gustav III:s antikmuseum, 1864
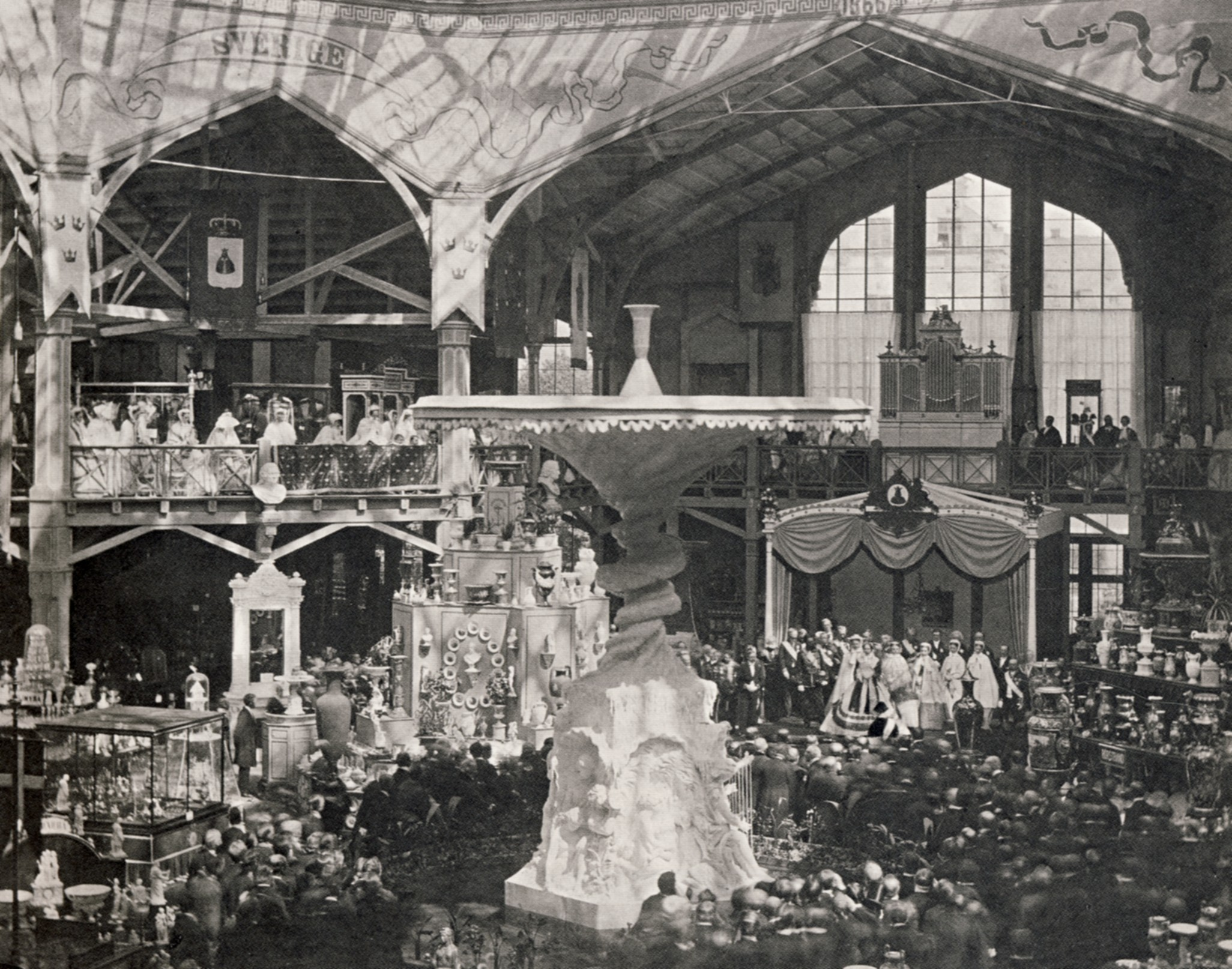
Stockholmsutställningen 1866, invigning
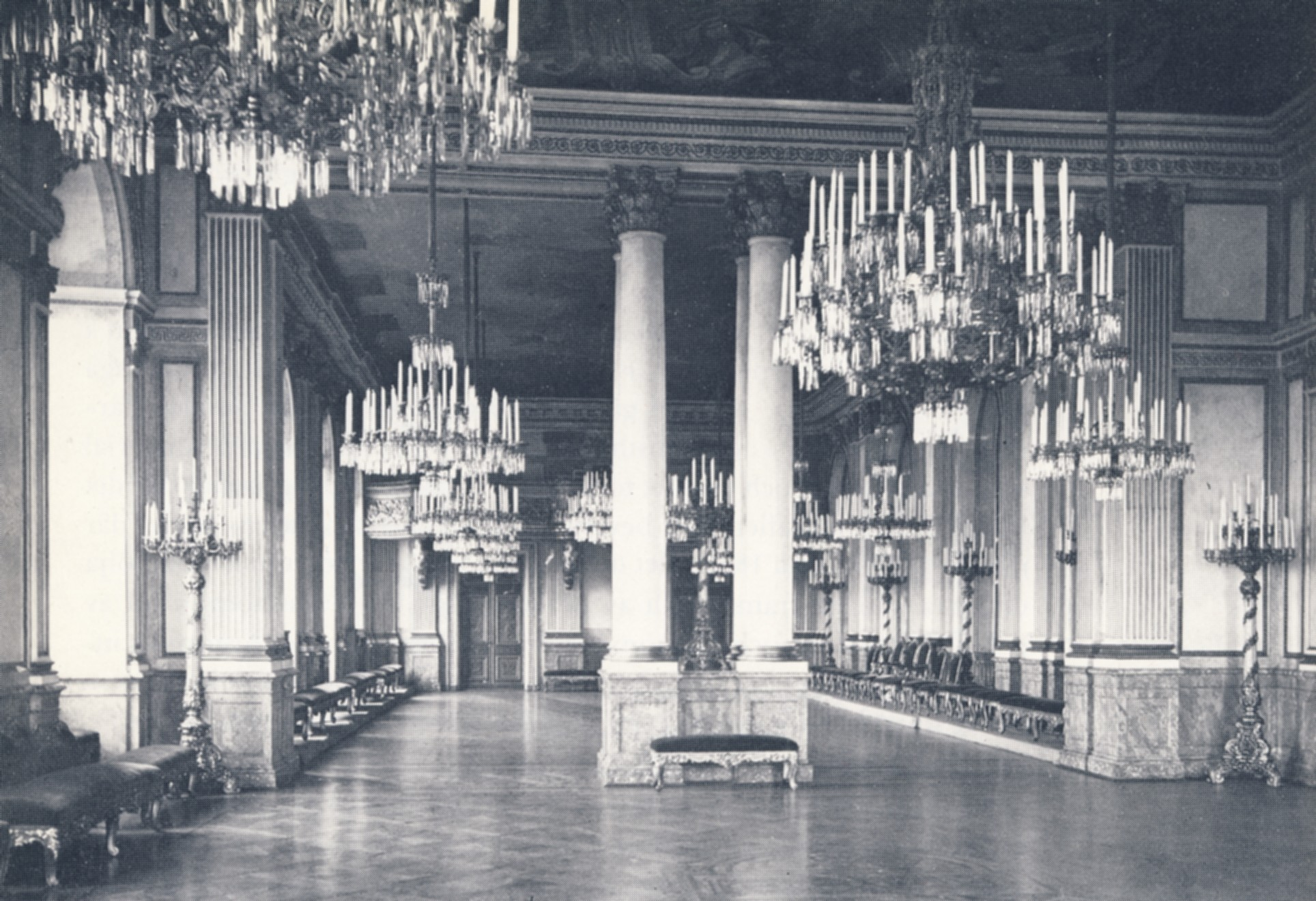
Vita havet, Stockholms slott 1870
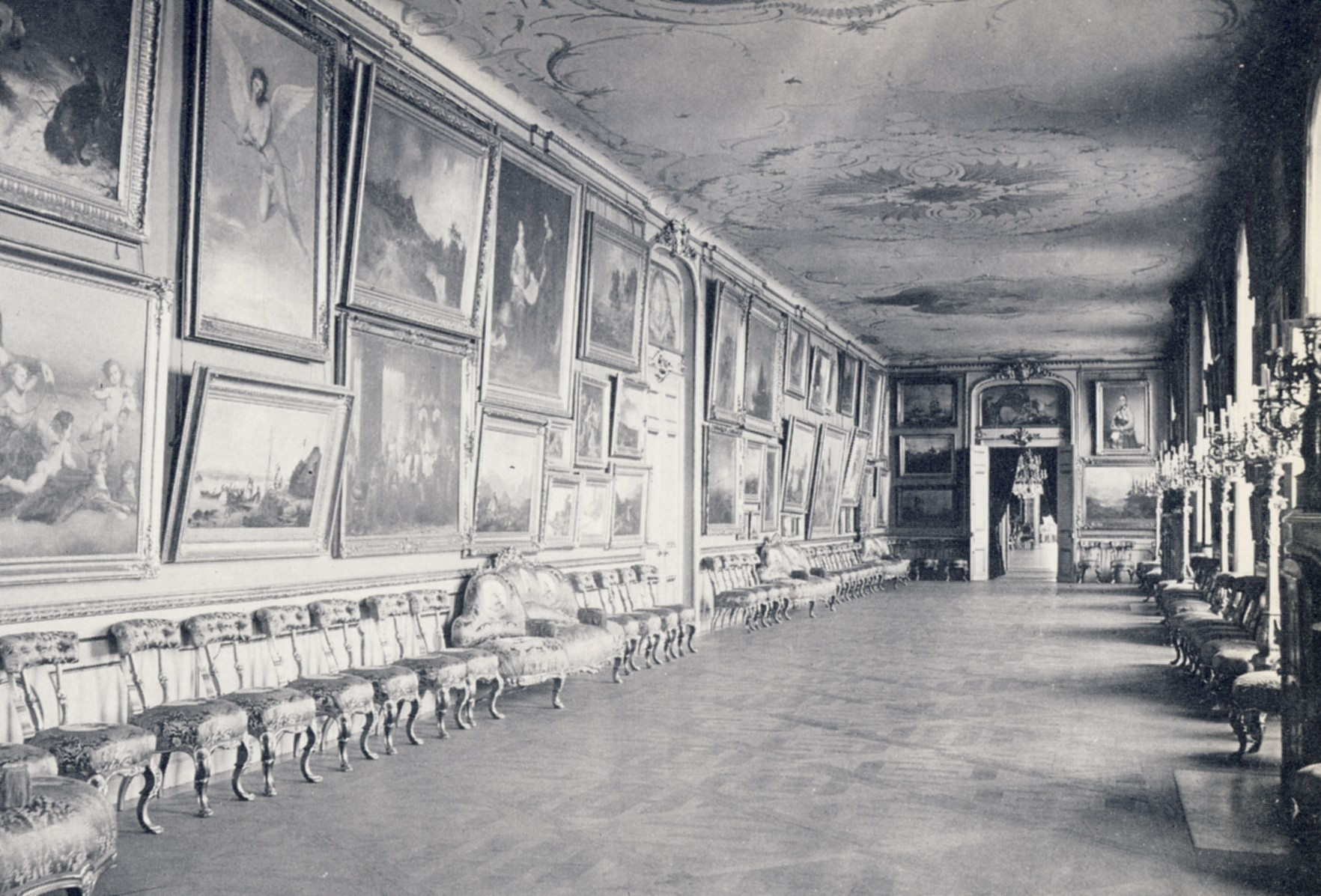
Bernadottegalleriet, 1870
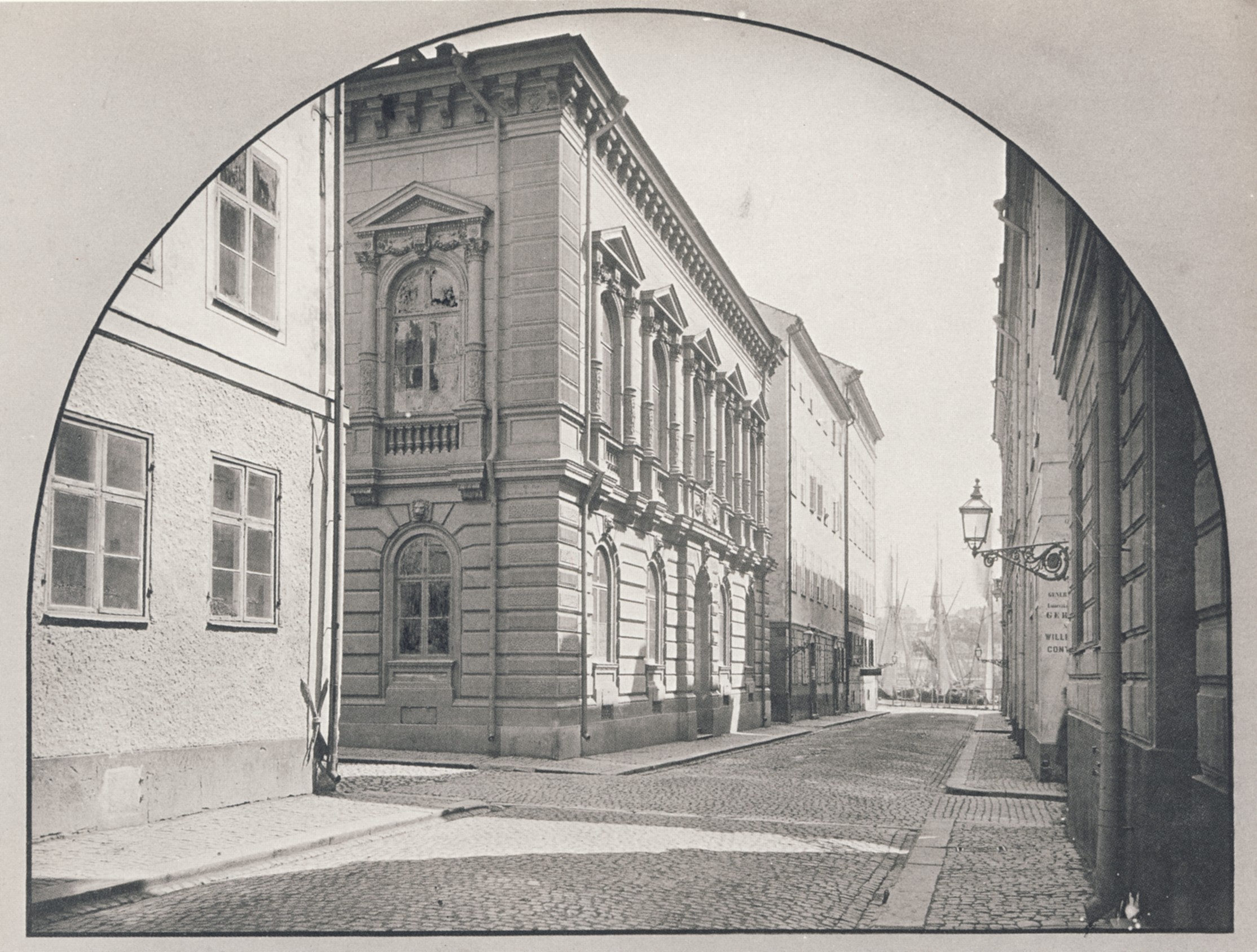
Lilla Nygatan på 1870-talet
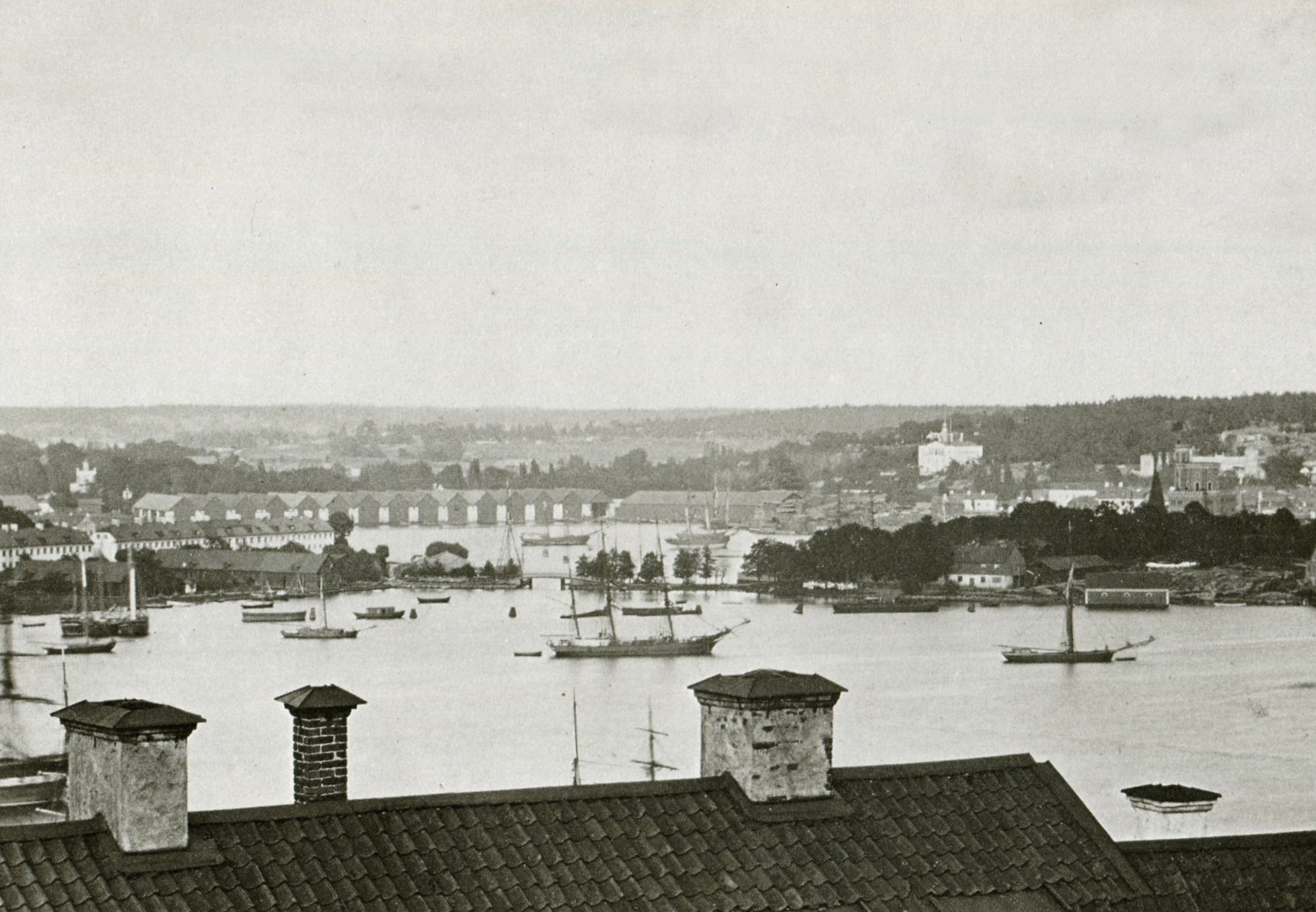
Stockholms inlopp från Mosebacke, omkring 1870
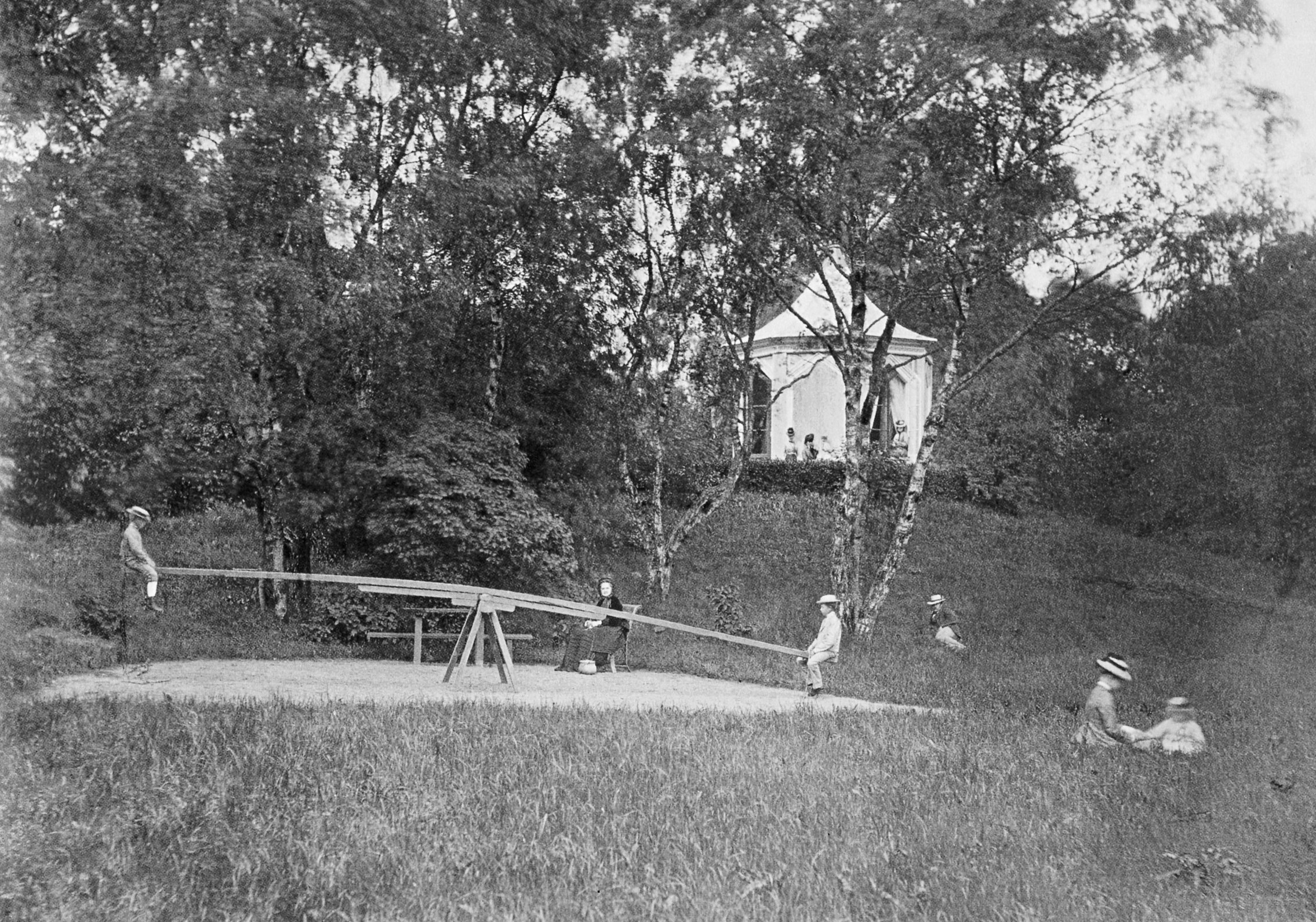
Enskede gårds park 1880
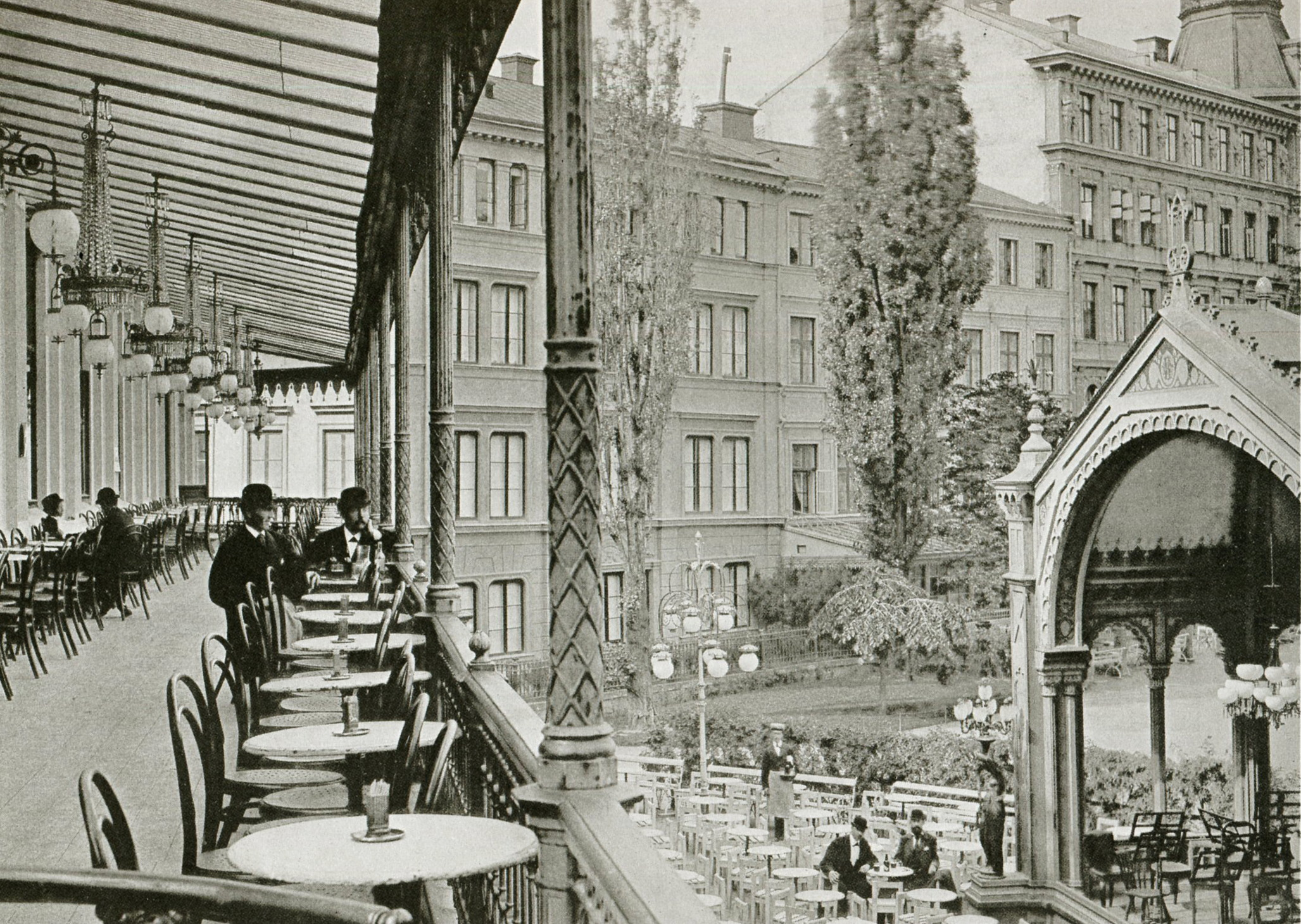
Berns salongers sommarterrass, 1880-talet